# جوناثان روزاريو
جوناثان روزاريو (بالإنجليزية: Jonathan Rosario)‏ (10 مايو 1984 بموكا في جمهورية الدومينيكان - ) هو لاعب كرة قدم دومينيكي في مركز الوسط. شارك مع منتخب جمهورية الدومينيكان لكرة القدم. أما مع النوادي، فقد لعب مع Bauger FC ‏ وMoca FC ‏.

## وصلات خارجية
- جوناثان روزاريو على موقع Soccerway.com (الإنجليزية)